# یواس‌اس هکوبا (ای‌کی‌اس-۱۲)
یواس‌اس هکوبا (ای‌کی‌اس-۱۲) (به انگلیسی: USS Hecuba (AKS-12)) یک کشتی بود که طول آن ۴۴۱ فوت ۷ اینچ (۱۳۴٫۵۹ متر) بود. این کشتی در سال ۱۹۴۴ ساخته شد.